# Baliracq-Maumusson
Baliracq-Maumusson è un comune francese di 142 abitanti situato nel dipartimento dei Pirenei Atlantici nella regione della Nuova Aquitania.

## Società

### Evoluzione demografica
Abitanti censiti